# Op de Bos
Op de Bos is een buurtschap van Roggel in de gemeente Leudal, in de Nederlandse provincie Limburg. Tot 2007 viel de buurtschap onder de gemeente Roggel en Neer.
Op de Bos is vlak ten zuiden van Roggel gelegen, aan de rand van het natuurgebied het Leudal. Het is een kleine, van oorsprong agrarische gemeenschap. De circa 10 boerderijen en woonhuizen waaruit de buurtschap bestaat zijn gesitueerd rond een driesprong tussen twee wegen: de weg van Roggel naar Haelen en een veldweg richting Neer. Ten zuiden stroomt de Zelsterbeek. In het noordwesten staat de Sint-Antoniuskapel.
Dorpen: Baexem · Buggenum · Ell · Grathem · Haelen · Haler · Heibloem · Heythuysen · Horn · Hunsel · Ittervoort · Kelpen-Oler · Neer · Neeritter · Nunhem · Roggel

Buurtschappen: Aan de Bergen · Aan het Broek · Achter het Klooster · Asbroek · Beekkant · Berik · Blenkert · Brumholt · Caluna · Castert · De Horck · Dries · Eiland · Eind · Ellerhei · Gendijk · Geneijgen · Gerhegge · Haelense Broek · Hanssum · Heiakker · Heide (Heythuysen) · Heide (Roggel) · Heioord · Heugde · Hoek · Hollander · Hoogschans · Hoogstraat · De Horck · Kappert · Karreveld · Keizerbos · Kinkhoven · Laak · Maxet · Mortel · Nijken · Op de Bos · Ophoven · Overhaelen · Roligt · Santfort (deels) · Schaapsbrug · Schans (Ell) · Schans (Roggel) · Schillersheide · Smidstraat · Strubben · Uffelse · Venne · Vestjenshoek · Vlaas · Waije

Voormalige gemeenten: Haelen · Heythuysen · Hunsel · Roggel en Neer

Limburg: Steden en dorpen      Nederland: Provincies · Gemeenten